# Christódoulos
Christódoulos Kalérgis (Grieks: Χριστόδουλος Καλέργης) (1678 - 1740) was een van de weinige Griekse schilders van iconen en fresco's die niet oorspronkelijk uit Kreta of de Ionische Eilanden kwamen.
Hij kwam uit Mykonos in de Cycladen en was actief op het eiland Mykonos en in de regio Peloponnesos. Hij was deel van de moderne Griekse verlichtingsbeweging (Neo-Hellenikos Diafotismos), voor Griekse Rococokunst. Emmanouil Skordilis, die kunst van Kreta naar de Cycladen bracht, beïnvloedde Kalérgis en andere lokale kunstenaars. Het meest opmerkelijke werk van Kalérgis is zijn Madonna met kind. Zijn kunst lijkt op een mengeling van laat-Byzantijnse kunst en maniera greca met Venetiaanse invloeden. Tien van zijn schilderijen en vier fresco's zijn bewaard gebleven. Rond dezelfde tijd had een andere beroemde kunstenaar, Nikoláos Kalérgis, dezelfde achternaam.